# Ed Partyka

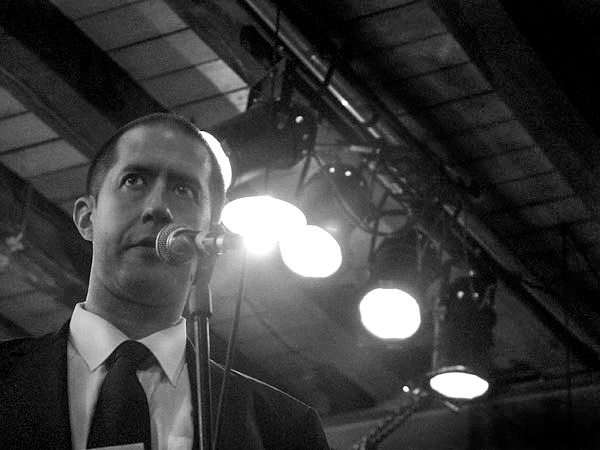
Ed Partyka in Aarhus, Dänemark

Edward A. „Ed“ Partyka (* 23. August 1967 in Chicago, Illinois) ist ein US-amerikanischer Jazzmusiker (Bassposaune, Tuba, Komposition) und Arrangeur.

## Leben und Wirken
Partyka studierte ab 1985 Musik an der Northern Illinois University und setzte seine Studien ab 1990 an der Hochschule für Musik Köln bei Jiggs Whigham fort. Er vertiefte seine Kompetenzen als Jazzkomponist zwischen 1993 und 1995 in einem Workshop bei Bob Brookmeyer.
Partyka war Mitglied im Bob Brookmeyer New Art Orchestra und gehörte bis 2008 zum Vienna Art Orchestra; weiterhin arbeitete er bei Carla Bley, Thomas Gansch, Florian Ross, Roman Schwaller, Erika Stucky und Günter Noris. Neben seinem eigenen Dectet und der Jazz Big Band Graz leitet er das Jazz Orchester Regensburg. Als Gastdirigent bzw. Arrangeur arbeitete er unter anderem mit der hr-Bigband, der NDR Bigband, der RIAS Big Band Berlin, dem Summit Jazz Orchestra, dem Zurich Jazz Orchestra, der Rainer Tempel Big Band, der Frank Reinshagen Big Band und dem Bundesjugendjazzorchester. Weiterhin war er für die RTV Big Band, die Oslo Workshop Big Band, das Cleveland Jazz Orchestra, das Sunday Night Orchestra, die Generations Festival Big Band, die Sandvika Storband, das Jazz Orchestra of the Concertgebouw, Klüvers Big Band, das Jazz Orchester Vorarlberg, Milan Svobodas Prague Big Band und für das Western Australia Youth Jazz Orchestra tätig.
1998 legte Partyka mit Ansgar Striepens sein erstes Album Tunnel Vision: Music for Jazz Orchestra vor. Anlässlich des 100. Geburtstags von Louis Armstrong erhielt er einen Kompositionsauftrag der ASCAP und einen Auftrag der International Association for Jazz Education.
Ab 2003 war Partyka als Lehrbeauftragter für Bigband, Komposition und Arrangement sowie Jazz-Harmonielehre an der Johannes-Gutenberg-Universität Mainz tätig. Seit Oktober 2006 ist er Professor für Jazztheorie, Komposition und Arrangement an der Universität für Musik und darstellende Kunst Graz. Zusätzlich war er 2009/2010 Gastprofessor für Jazzkomposition an der Musikakademie in Kattowitz. Seit 2010 ist er zudem Dozent für Bigband, Komposition und Arrangement an der Hochschule Luzern. Seit der Saison 2021/22 hat Partyka die musikalische Leitung des Zurich Jazz Orchestra inne. Gemeinsam mit Holger Fröhlich leitet er zudem seit Mitte 2024 das LandesJugendJazzOrchester Hessen.

## Preise und Auszeichnungen
1996 trat er als Finalist beim hr-Komponistenwettbewerb hervor. 1998 war er erster Preisträger des NDR-Musikpreises, der für Dirigenten im Bereich Bigbandjazz ausgeschrieben war. Im selben Jahr wurde er mit dem „Julius Hemphill Composition Award“ ausgezeichnet. 

## Diskographische Hinweise
- Bob Brookmeyer with the Ed Partyka Jazz Orchestra: Madly Loving You (Challenge Records, 2001)
- Concert Jazz Orchestra Vienna & Wolfgang Muthspiel: Continental Call – Concerto for Guitar and Jazz Orchestra (Quinton Records, 2002)
- Flip Philipp & Ed Partyka Dectet: Something Wrong With You? (FF Records, 2005)
- NuBox, DJ Illvibe, hr Bigband, Ed Partyka: Limbic System Files (Enja, 2008)
- Flip Philipp & Ed Partyka Dectet: Hair of the Dog (ATS, 2010)
- Ed Partyka Jazz Orchestra: Kopfkino (Mons Records 2017)